# Aeonium tabuliforme
Espèce
Classification phylogénétique
Aeonium tabuliforme (littéralement Aeonium en forme de table) est une espèce subtropicale de plantes succulentes, du genre Aeonium, famille des Crassulaceae.
Elle est originaire des Îles Canaries.

## Description

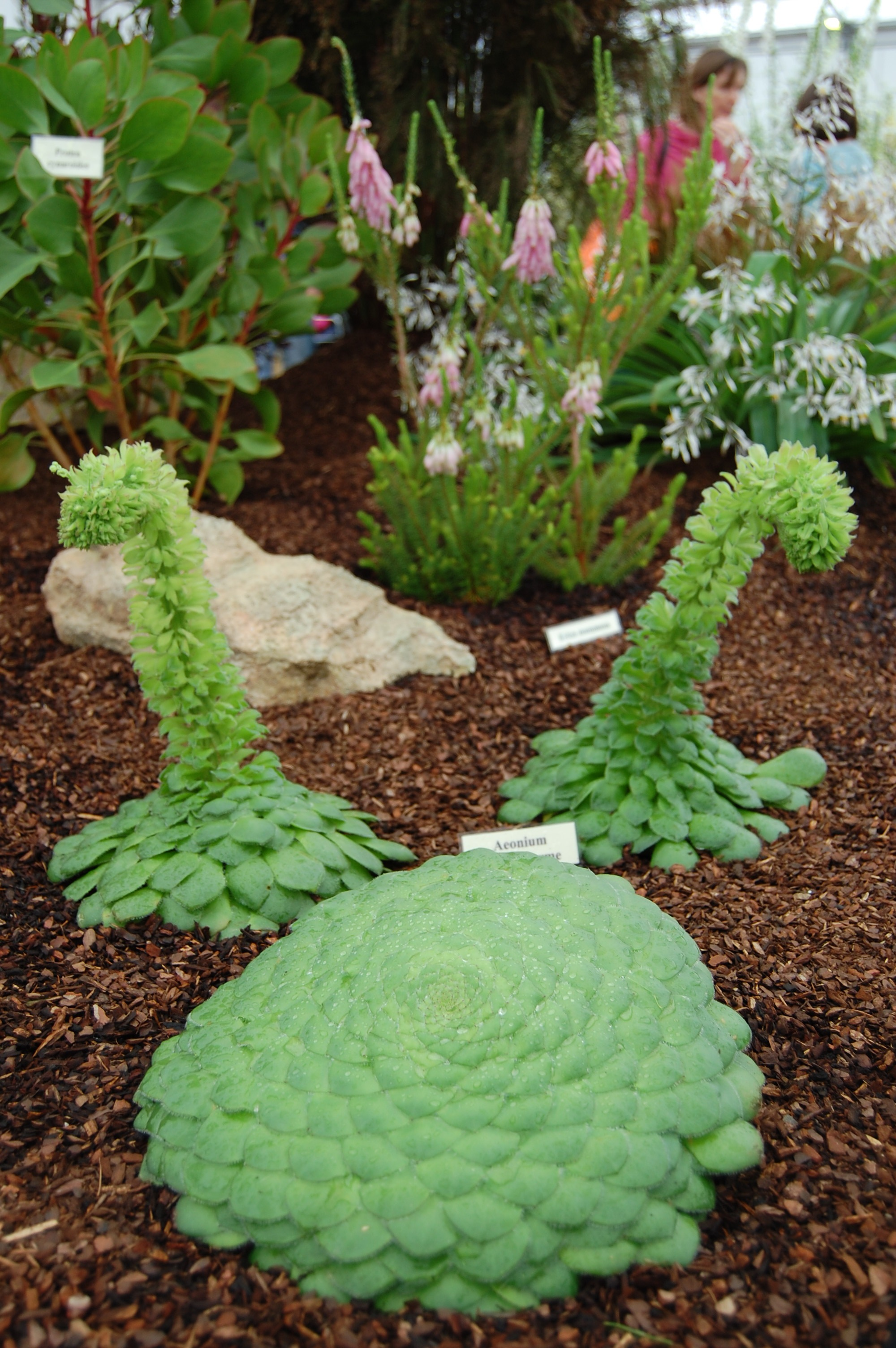
Trois specimens dont deux en fleurs.

C'est une plante dont la rosette de feuilles est complètement plane en forme de table ou d'assiette ; les feuilles fines et légèrement velues sont disposées en quinconce comme les tuiles d'un toit. Dans l'ensemble, elles forment des spirales régulières. Avec le temps et surtout en cas d'éclairage sur un seul côté, les rosettes s'inclinent jusqu'à être à la verticale.
Dans son habitat naturel, la rosette peut atteindre 50 cm de diamètre.
Au bout de deux à trois ans, il se forme au milieu de la rosette une fleur unique jaune et très décorative. Elle est monocarpique, c'est-à-dire qu'elle meurt après avoir fleuri.

## Culture
Plante un peu difficile à cultiver, car l'arrosage doit être bien dosé. Ne pas arroser sur les feuilles.
Craint le soleil direct quand elle est jeune.
C'est une espèce qui ne fait pas de rejets. Elle ne peut donc être multipliée que par semis ou bouturage de jeunes feuilles.